# گرفتن جان‌ها (فیلم)
گرفتن جان‌ها (انگلیسی: Taking Lives) یک فیلم دلهره‌آور روان‌شناختی آمریکایی به کارگردانی دی جی کاروسو این فیلم که بر اساس رمانی به همین نام نوشته مایکل پای اقتباس شده‌است، درباره یک قاتل سریالی مرموز است که هویت قربانیان خود را به دست می‌آورد. این فیلم در مونترآل و شهر کبک فیلمبرداری شده‌است. این فیلم در ۱۹ مارس ۲۰۰۴ توسط کمپانی برادران وارنر پیکچرز در ایالات متحده منتشر شد، جایی که نقدهای متفاوت تا منفی دریافت کرد.

## بازیگران
- آنجلینا جولی
- ایتن هاک
- الیویه مارتینز
- کیفر ساترلند
- جنا رولندز
- چکی کاریو
- پل دانو
- جاستین چتوین
- ژان-هوگ آنگلاد

## تولید
در ۳ آوریل ۲۰۰۱، اعلام شد که جنیفر لوپز در حال مذاکره برای بازی در این فیلم است و تونی اسکات به کارگردانی آن پیوسته است. قبل از اینکه جولی پروژه را بگیرد، کیت بلانشت و گوئینت پالترو برای ایفای نقش مورد نظر قرار گرفتند. در ۲۱ مه ۲۰۰۳، الیویه مارتینز به فیلم ملحق شد، جنا رولندز نیز در نقشی نامشخص انتخاب شد. فیلمبرداری اصلی اواخر همان ماه در مونترال آغاز شد.